# Onthaalpoort

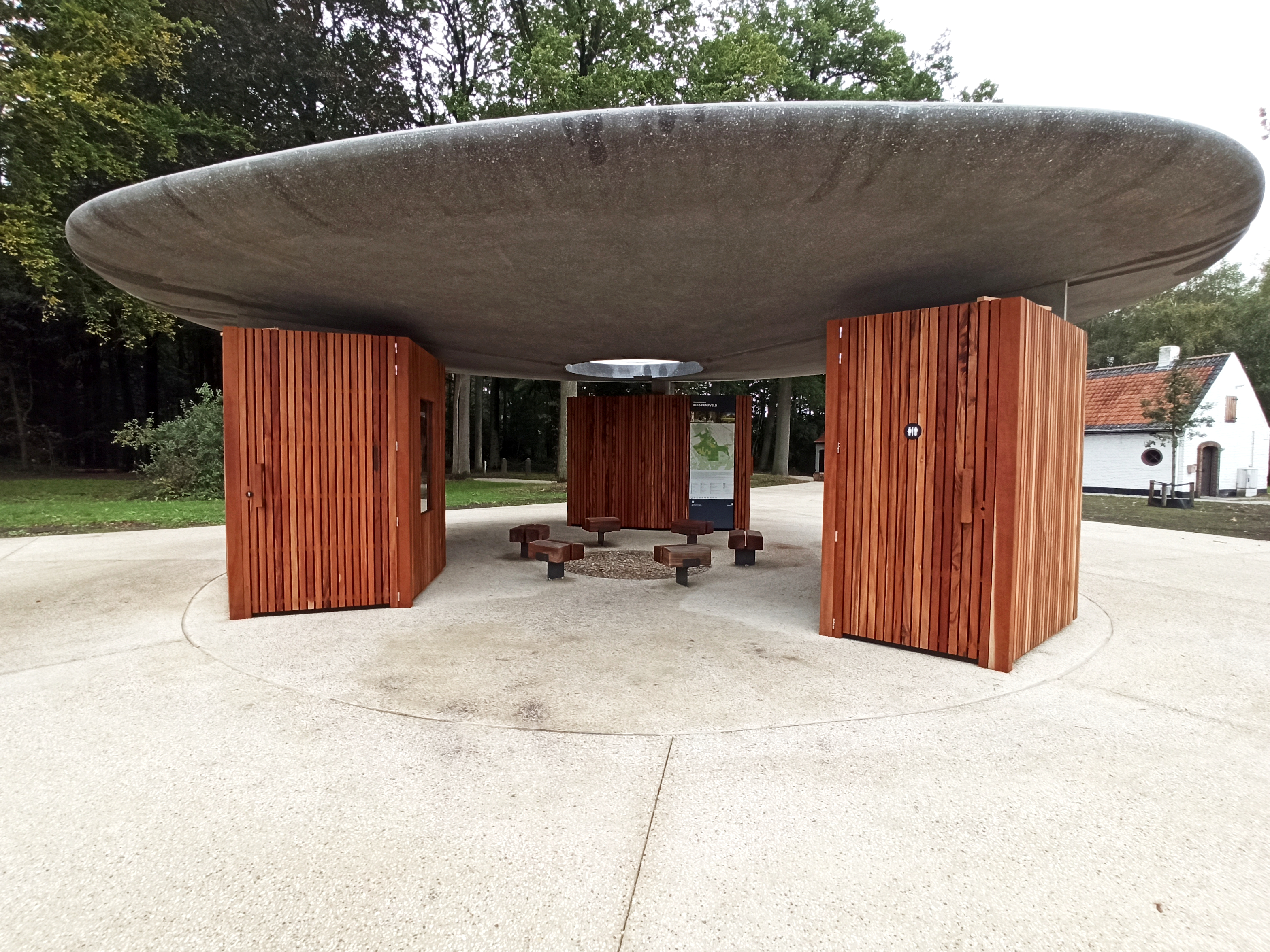
Onthaalpoort van Lippensgoed-Bulskampveld

Een onthaalpoort is in België een inrichting bij een natuurgebied waar voorzieningen voor de bezoekers zijn gemaakt.
Deze voorzieningen bestaan gewoonlijk uit een parkeerterrein annex fietsenstalling, één of meer informatiepanelen, en een picknickplaats of -tafel. Soms is er ook een bezoekerscentrum, waar een tentoonstelling over het te bezoeken gebied is ingericht en waar ook documentatiemateriaal en eenvoudige versnaperingen zijn te verkrijgen.
Vanaf de onthaalpoort vertrekken gewoonlijk een aantal gemarkeerde rondwandelingen door het betreffende gebied.